# Le Grau-du-Roi
Le Grau-du-Roi (okcitánsky Lo Grau dau Rèi) je město na jihu Francie, ležící v regionu Languedoc-Roussillon, v departementu Gard. Leží na pobřeží Středozemního moře asi 30 km od města Nimes. Dříve poměrně bezvýznamný rybářský přístav se s rozvojem turistického ruchu na začátku 20. století postupně stal význačným přímořským letoviskem. Nedaleko se nachází přístav Port Camargue (administrativně je součástí města), nazvaný podle přírodní rezervace Camargue, proslulé rozsáhlými mokřinami s hnízdícími plameňáky a volně pobíhajícími stády polodivokých koní.

## Geografie
Sousední obce: Aigues-Mortes, La Grande-Motte a Palavas-les-Flots.

## Vývoj počtu obyvatel
Počet obyvatel

## Osobnosti spjaté s městem
- Jacques Philippe Mareschal (1689–1778) - francouzský architekt a stavitel
- Michèle Torr (narozena 1947) - francouzská zpěvačka

## Další fotografie

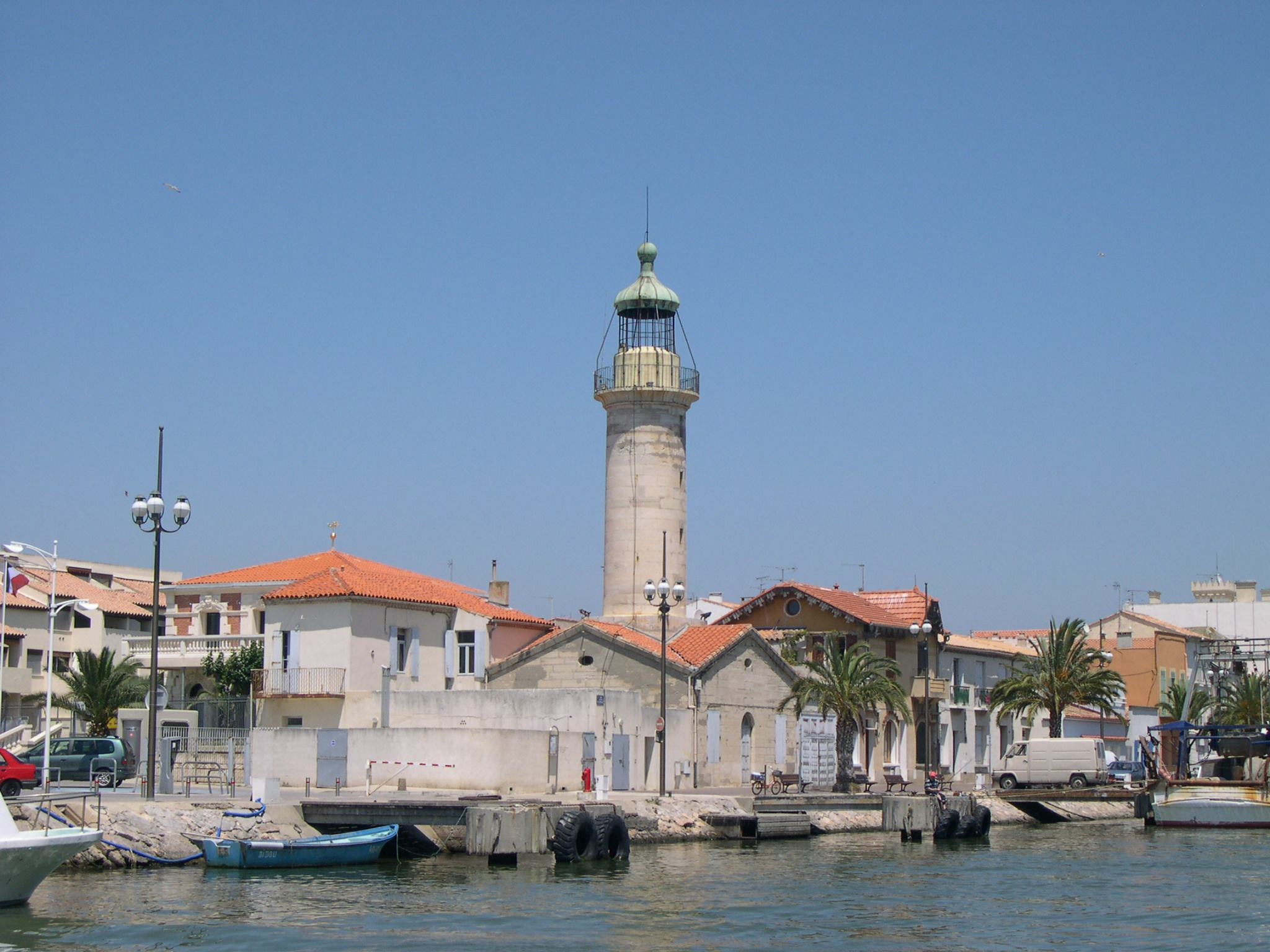
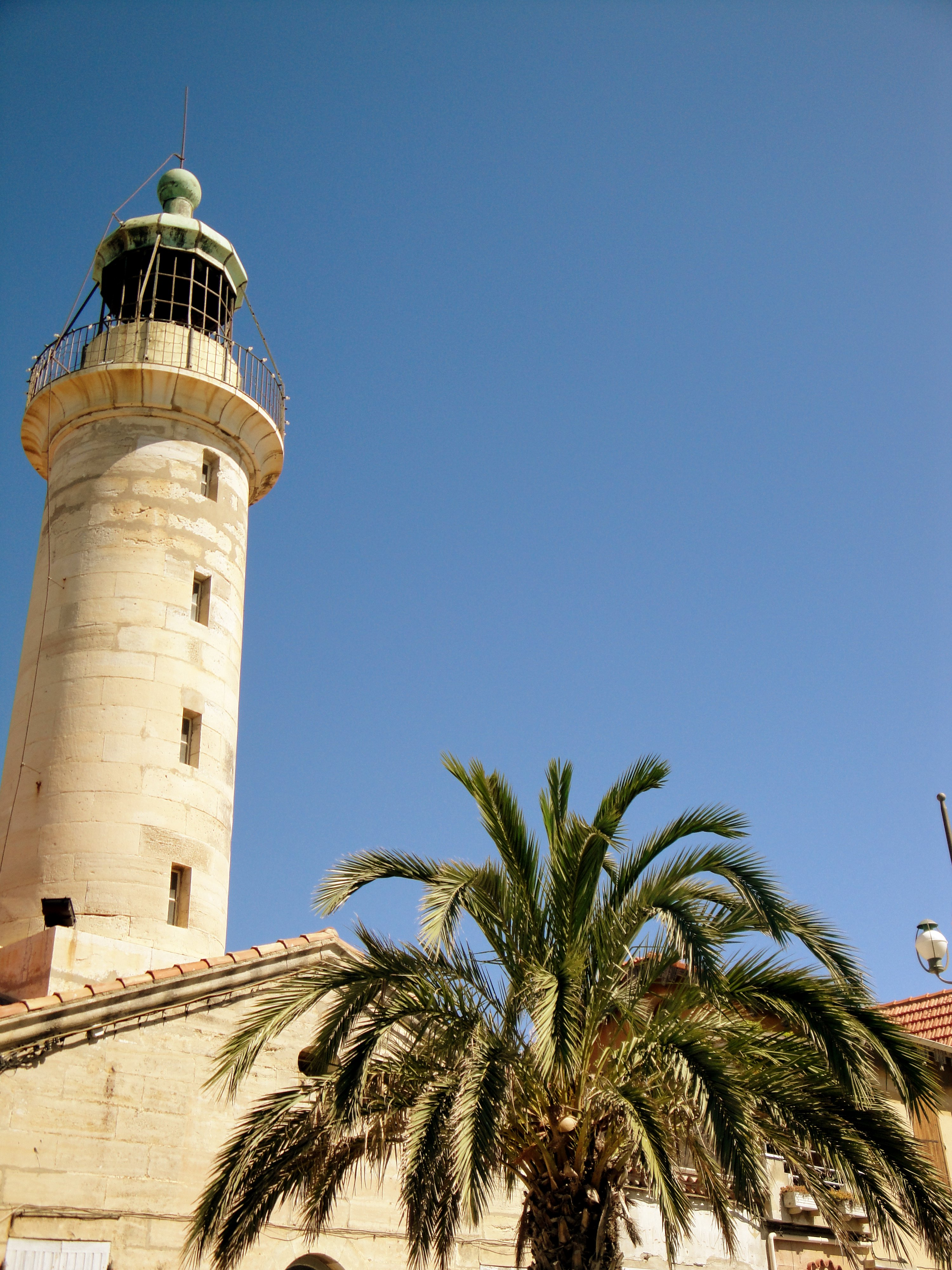
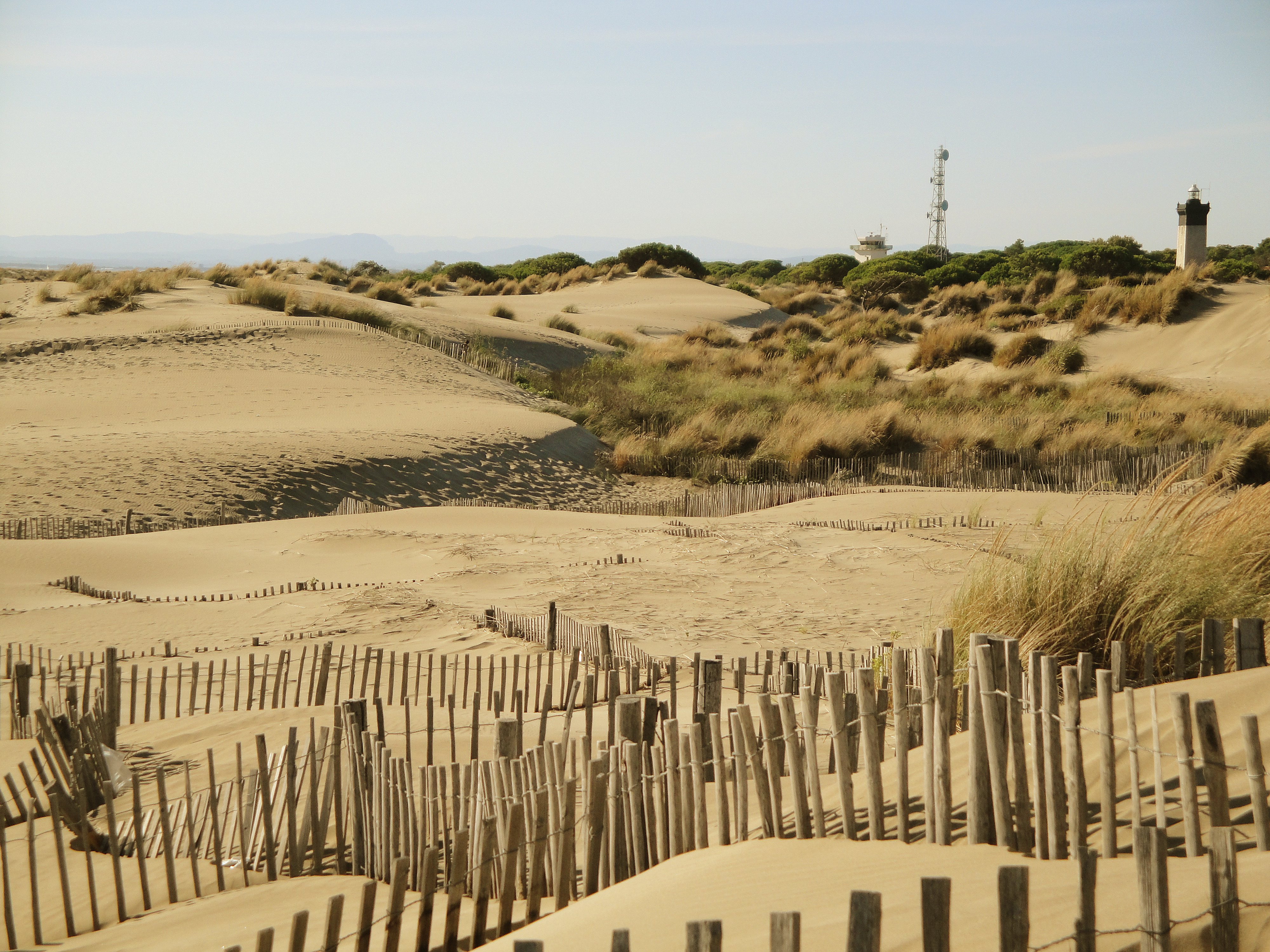

## Partnerská města
- Dossenheim, Německo